# Aarab Sebbah Gheris
Aarab Sebbah Gheris (franska: Aarab Sebbah Gheris (CR), Aarab Sebbah Gheris (Commune Rurale), arabiska: تنجداد (البلدية)) är en kommun i Marocko.   Den ligger i provinsen Errachidia och regionen Drâa-Tafilalet, i den östra delen av landet, 400 km sydost om huvudstaden Rabat. Antalet invånare är 4 937.